# Seznam slovenskih agronomov
Seznam slovenskih agronomov

## A
- Matija Absec
- Tomaž Accetto
- France Adamič
- Jelisava Adamič
- Vojko Adamič
- Halil Agović
- Matija Ahacel
- Peter Aleš
- Gabrijel Ambrož
- Barbara Ambrožič Turk
- Borut Ambrožič
- Franc Aplenc
- Evgen Arčon
- Ivan Arh
- Jože Arh
- Ana Arsov
- Anica Avguštin
- Lojze Avšič
- Silva Avšič
- Marija Mojca Ažman
- Marjan Ažnik

## B
- Drago Babnik
- Jana Babnik Garmuš
- Marko Babnik
- Stanislav Bah
- Viktor Bajec
- Marko Bajuk
- (Inoslava Balarin)
- Dunja Bandelj
- Tone Bantan
- Dea Baričevič
- Ivan Barle
- Konrad Barle
- Alenka Baruca Arbeiter
- Ivan Baša
- Breda Bavdaž Čopi?
- Franc Bavec
- Martina Bavec
- Irena Bedrač
- Matej Bedrač
- Ivan Belle
- Boris Beloglavec
- Danilo Beloglavec
- Franjo Benčič
- Borut Benedejčič
- Ivan Benko
- (Mihael Bergmann)
- Tončka Berlič
- Rajko Bernik
- Dare Bernot
- Ivan Bernot
- (Irena Bertoncelj)
- Marko Bertoncelj
- Josip Bevk
- Franc Bitenc
- Alojz Bizjak
- Evgen Blankin
- Mateja Bogolin
- Franc Bogovič
- Borut Bohanec
- Danijela Bojkovski
- Ivan Bolle
- Andreja Borec
- Marjana Borštnar-Gliha
- Milan Bračika
- Emilij (Milan) Brankovič
- Leopold Brankovič
- Jože Brežnik
- Ivan Brodnjak
- Mirko Brumen
- Milena Bučar Miklavčič
- Jože Bučer
- Tjaša Burnik
- Franc But
- Jože Butinar

## C
- France Cegnar
- Franci Celar
- Franc Cijan
- Vida Cimperšek
- Marta Ciraj
- Angela Cividini
- (Bojan Cizej)
- Dolfe Cizej
- Josip Cizel
- Jože Colnarič
- Dario Cortese (1964-2021)
- Franjo Cotič
- Jože Cotič
- Rozalija Cvejić

## Č
- Anka Čebulj
- Barbara Čeh?
- Janez Čemažar
- Zoran Čergan (1957-2012)
- Slavko Čepin
- Marko Čepon
- Zoran Čergan
- (Jernej Černe)
- Mihaela Černe
- (Valentin Černe)
- Matjaž Červek
- Alojz Četina
- Andrej Čok
- Jur(č)e Čop
- Zalika Črepinšek
- Jernej Črnko
- Silvo Črnko
- Jana Čuk
- Franci Čuš

## D
- Slava Doberšek-Urbanc
- Tit Doberšek
- Marko Dobrilovič
- Franc Dolenc
- Rihard Dolenc
- Stanko Dolenšek (1923-2013)
- Marta Dolinar
- Ivan Dolinšek
- Peter Dolničar
- Štefan Domej
- Ciril Dovč
- Peter Dovč
- Slavko Dragovan
- Tanja Dreo
- Marjana Drobnič
- Rado Dvoršak
- Geza Džuban
- Miran Daković

## E
- Franc Einspieler
- Erik Eiselt
- Klemen Eler
- Nadja Engelman
- Emil Erjavec
- Jana Erjavec
- Janez Erjavec
- Ljuba Erjavec
- Milan Erjavec
- Štefan Erjavec
- Ernest Ermenc
- Jože Erpič
- Maša Eržen Vodenik

## F
- Andrej Fabjan
- Jožica Fabjan
- Gvido Fajdiga
- Nikita Fajt
- Milojka Fekonja
- (Nataša Ferant)
- Jože Ferčej
- Jakob Ferjan
- Bogdan Ferlinc
- Irma Ferlinc-Guzelj
- Alojz Filipič
- Miloš Fišakov
- Slavko Fidler
- Marko Flajšman
- Zita Flisar Novak
- Anton Flego
- Jožef Forčič
- Alojz Fornazarič
- Franc Forstnerič
- Martin Fras
- Ana Frelih-Larsen
- Leon Frelih
- Janez Furlan

## G
- Blaž Germšek
- Anton Geržina
- Matjaž Glavan
- Rafael Gliha
- Slavko Gliha
- Slavko Glinšek
- Boštjan Godec
- Andrej Golob
- Franc Golob
- Izidor Golob
- Mojca Golobič
- Franc Gombač
- Franc Goričan
- Sergej Goriup
- Gregor Gorjanc
- Rudolf Gornik (Hrvaška: tobak)
- Vinko Gornjak
- Tone Gorše
- France Goršič
- Josip (Jože) Gosak
- Lavoslav Gosak
- Borut Gosar, agronom?/biotehnolog (zdravilne rastline, analitika zdravilnih učinkovin (HPLC …) podjetnik (dr.zn.)
- Marta Gosar
- Darja Grapar Babšek
- Mateja Grašič
- Helena Grčman
- Mario Gregori (Gregorič)
- Jože Grom
- Katarina Groznik
- Franc Grum
- Anastazija Gselman
- Dragotin Gustinčič
- Jože Guzelj
- Rudolf Gyergyek

## H
- Franc Habe
- Simona Hauptman
- Tatjana Hlišč
- Franc Ksaver Hlubek
- Jože Hobič
- Jelka Hočevar
- Franc Holc/Holz
- Antonija Holcman
- Dragan Honzak
- Simon Horvat
- Alojz Hrček
- Tone Hrovat
- Marta Hrustel Majcen
- Rafael Hrustel
- Zmago Hrušovar
- Aleksander Hržič
- Metka Hudina
- Martin Humek

## I
- Jože Ileršič
- Aleš Irgolič
- Janez Istenič
- Anton Ivančič

## J
Anton Jagodic - Manfred Jakop - Jerneja Jakopič - Jakob Jakopin - Jernej Jakše - Marijana Jakše - Alojz Jamnik - Stanko Jamnik - Magda Jamšek - Svetka Jamšek Korić - Franc Janežič - Marjan Janžekovič - Slavko Janžekovič - Iztok Jarc - Branka Javornik-Cregeen - Milena Jazbec - Ciril Jeglič - Viktor Jejčič - Ivan Jelačin - Ivo Jelačin (1926) - Anton Jelen - Martin Jelen - (Marko Jelnikar) - Raoul Jenčič - Anton Jenšterle - Jože Jeraj - Niko Jereb - Fran Jesenko - Franc Jesenko - Marijan Jošt - Martin Jošt - Mihael Judež - Oskar Jug - Tjaša Jug - Franc Juriševič - (Jože Jurkovič)? - Marjan Južnič

## K
Nina Kacjan Maršić - (Janko Kač) - Lojze Kač - Miljeva Kač - Franc Kafol - Stanko Kapun - Katarina Kastelic - Tatjana Kavar - Stane (Stanko) Kavčič - Franc Kebe - Ajda Kermauner-Kavčič - France Kervina - Jana Klajnšček - Stane Klemenčič - Stanislava Klemenčič Kosi - Franc Klobasa - Florjan (Cveto) Klofutar? - Marija Klopčič - Aleš Kmecl - Elizabeta Kmecl - Milan Kneževič - Darja Kocjan Ačko - Matija Kocjančič - Marija (Smiljana) Kodrič - Miloš Kodrič - Aleš Kolmanič - Milica Koman - Ivan Koncilja - Aleksander Konjajev - Franc Koprivšek - Nataša Kopušar - Darinka Koron - Jože Korošec - Tamara Korošec - Vladimir Korošec? - Zora Korošec Koruza - Boris Koruza - Jasna Koruza - Andrej Kos - Boštjan Kos - Mar(i)jan(c)a Kos - Hilarij Kosta - Milena Kovač - Matija Kovačič - (Stanko Kovačič) - Anton Krajnc - (Božidar Krajnčič) - Dragica Kralj - Branko Kramberger - Ernest Kramer - Ivan Kranjc - Zlatko Krasnič - Teodor Kravina - Aleksander Kravos - Ivan Kreft - Dušan Kresal - Lucijan Krivec - Tilka Krivic (r. Klinar) - Sava Kroflič - Franc Kropivšek - Ana Kučan - Franc Kučan - Aleš Kuhar - Ivan Kukovec - Bojka Kump - Marija Kump - Franjo Kuralt - Vladimir Kuret - Miloš Kus - Anita Kušar -

## L
Rado Lah - Anton Lap - Andrej Lavrenčič - (Jože Lavrič) - Jože Lavrič (1899-1959) - Marjan Legan - Drago Legen - Rado Legvart - Milena Lekšan - Ana Le Marechal Kolar - Ana Gabrijela (Jelka) Lemut - Matjaž Lemut - Silvester Lemut (1938-2024) - Andrej (Andrija) Lenarčič (1859–1936) - Andrej Lenarčič - Michele Leonardi - Mirko Leskošek - Borut Leskovar - Elizabeta (Elza) Leskovec - Matej Leskovec - Jožef Lešnik - Mario Lešnik - (Zoran Lešnik) - Domen Leštan - Jože Levstik - Mihael Levstik - Rado Linzner - Janko Lipovec - Ivan Lobe (1843-1935) - Franc Lobnik - Franc Ločniškar - Betka Logar - France Lombergar - Jožef Löschnig - Branko Lovše - Ignac Lovšin - Branko Lukač - Franjo Lukman - Aleksander Lunaček - Zlata Luthar

## M
Jože Maček (1896-1980) - Jože Maček - Olga Maček (r. Mayer) - Zoran Madon - France Magajna - Vera Maglica (r. Umek) - Irena Majcen - Dušica Majer - Srečko Majer - Janez Nepomuk Majnik - Ivo Marenk - Janez Marentič - Vera Marentič Novak - Andrej Marinc - Viktor Marinc - Marija Markeš - Stane Markoja - Primož Marolt - Tone Marolt - Ivan Marušič - Miran Marušič - Vilko Masten - Martin Mastnak - Matjaž Mastnak - Stanko Matekovič - Ana Matičič - Branivoj Matičič - Gustav Matis - Jože Matjašec - Roman Mavec - Franc Mavrič - Evgen Mayer - Nežika Medved - Vladimir Meglič - France Megušar - Danilo Meolic - Alojzij Metelko - France Mežan - Miran Mihelič - Rok Mihelič - Niko Miholič - Zvonko Miklič - Maja Mikulič Petkovšek - Ivo Mikluš - Franc Mikuž - Lea Milevoj - Jakob Mlakar - Dušan Modic - Jože Mohar - Oton Muck - Alenka Munda - Alojz Mustar

## N
- Miran Naglič
- Janez Narat
- Mojca Narat
- David Nabergoj
- Julij Nemanič
- Bojan Nendl
- Ernest Novak
- Franc in Jože Novak
- Josip Novak
- Milan Novak
- Roman Novak

## O
Milica Oblak - Stanislav Oblak - Aleš Ocepek - Srečko Ocvirk - Miha Ogorevc - Dušan Ogrin - Albert Ogrizek - Marija Opara - Jožef Orel - Miran Orel - Vladimir Orel - Andrej Orešnik - Marija Orešnik - (Albin Orthaber) - Monika Oset Luskar? - Gregor Osterc - Jože Osterc - Jože Osvald - Marinka Kogoj Osvald - Doroteja Ozimič

## P
Bogdan Pahor - Neva Pajntar - Franc Papler - Martin Pavlovič - Srečko Pečar - Franc Pegan - Bogdan Perko - Janez Perovšek - Pepca Perovšek-Bitenc - Milena Perušek por. Vurnik - Valentin Petkovšek - Anton Petriček - Anton Pevc - Jana Pintar - Jernej Pintar - Lovro Pintar - Marina Pintar - Marjeta Pintar - Barbara Pipan - Alfonz Pirc - Franc Pirc - Gustav Pirc - Vilma Pirkovič Bebler - Eva Plestenjak - Anton Podgornik - Franc Podgornik - Maja Podgornik - Ruth Podgornik Reš - Jože Podgoršek - Marjan Podobnik - Janez Pogačar - Jurij Pohar - Janez Poklukar - Franc Postič - Ervin Potočnik - Franc Potočnik - Klemen Potočnik - Fran Povše - Anton Praprotnik - Franc Praprotnik - Josip Priol - Boštjan Protner - Jože Protner - Tomaž Prus - Janez Pšenica (1930-2020) - Ivan Pucelj (1906-79) - Jože Pučko - Alojz Pučnik - Anton Puklavec - Jože Pukšič - Borut Pulko - Miša Pušenjak

## R
Branimir Radikon - Sebastjan Radišek - M. Raduha - Aleksij Rainer - Zdenko Rajher - (Florjan Rak) - Magda Rak Cizej - Matija Rant - Andrej Rebernišek - Stanislav Renčelj - Pavel Renko - Viktor Repanšek - Vida Rezar - Franc Režonja (agronom) - Peter Ribič? - Jože Rihar - Niko Rihar - Danilo Rihtarič -Dragotin Ferdinand Ripšl - Tone Robič - Rok Roblek - Janko Rode - Simona Rogl - Viljem Rohrman - Črtomir Rozman - Ludvik Rozman - Janez Rupreht - Denis Rusjan - Josip Rustja (1894-1967)

## S
Vinko Sadar - Matjaž Sagadin - Janez Saje - Ivan (Janez) Saksida - Janez Salobir - Karl Salobir - Franc Sancin - Ivo Sancin - Vitjan Sancin - Ivan Saunig - Gabrijel Seljak - Lojze Senegačnik - Mojca Simčič - Zvonimir Simčič - Andrej Simončič - Anton Simončič - Darko Simončič - Jože Simončič - Primož Simonič - Lovro Sinkovič - France Sitar - Janez Sitar - Bohuslav Skalicky - Anton Skaza - Rudolf Skazil - Feliks Skerlep - Franc Skledar - Marija Skledar - Anamarija Slabe - Ivan Skočir - Janko Skok - Jože Skubic - Andrej Skulj - Alojz Slavič - Tatjana Slanovec - Tadej Sluga - Julija Smole - Ciril Smrkolj - Anita Solar - Jože Spanring - Fran Spiller-Muys - Ester Stajič - Denis Stajnko - Niko Stare - Jasna Stekar - Dušan Stepančič - Matej Stopar - Jože Strgar - Albin Stritar - Evgen Strmecki - Ludvik Strobl - Jože Suhadolc - M(arj)etka Suhadolc - Franc Sunčič - Josip Sustič - Danica Sušek - Janez Sušin - Jože Sušin - Andreja Sušnik - Marko Svete

## Š
Srečko Šabec - Jože Šavor - Jakob Šalamun - Andrej Šalehar - Sabina Šegula - Emerik Šiftar - Aleksander Šiftar - Venčeslava (Slavica) Šikovec - Jože Šilc - Irena Šinko - Metka Šiško - Mirko Šiško - Branko Šket - Dejan Škorjanc - Ladislav Škraban - Iris Škrebot - Tone Škvarč - Jože Šlibar - Bojan Šobar - Davorin Šobar - Jožef Špindler - Ivan Šporar - Marjan Šporar - Marjan Špur - Roman Štabuc - Nataša Štajner - Franci Štampar - Vekoslav Štampar - Vinko Štampar - Mateja Štefančič - Terezija Štefančič - Vinko Štefančič (st./ml.) - Vilko Štern - Milena Štolfa - Alojzij Štrekelj - Anton Štrekelj - Josip Štrekelj - Alojz Štuhec - Franc Štuhec - Ivan Štuhec - Franc Štupar - Miroslav Štruklec - Tatjana Štupica -
Rado Šturm - Katja Šuklje - Tanja Šumrada - Andrej Šušek - Jelka Šuštar Vozlič

## T
Anton (Tone) Tajnšek - Rudolf Tancik - Adolf Tavčar - Alois Tavčar - Blaž Telban (1928-2007) - Dušan Terčelj - Dušan Terčič - Janez Terlep - Josip Teržan - Jože Tesovnik - Neta Timer - Oskar Tinta - Primož Titan - Stanislav Tojnko - Aleksander Toman - Branko Tomažič - Irma Tomažič - Andrej Toplak - Janža Toplak - Jože Toplak - Mitja Törnar - Dragica Toš Majcen - Tomaž Toš - Franc Trampuž - Tanja Travnikar - (Alojz Trček) - Fran Trček - Ferdinand Trenc - Ana Tretjak - Vlado Tumpej - Anton Turk (vinogradnik) - Bojan Turk - Jakob Turk - Jernej Turk - Marija Turk - Rudolf Turk - Stanislav Trdan -

## U
- Andrej Udovč
- Marjetka Uhan
- Kristina Ugrinovič
- (Josip Ukmar 1894-1982)
- Tatjana Unuk
- Filip Uratnik
- Katja Urbanek
- Joža Urbas
- Gregor Urek
- Ivanka Us (r. Brilej)
- Valentina Usenik
- Just Ušaj

## V
Angela Vadnal - Katja Vadnal - Janez Valdhuber - Vasilij Valenčič - France Vardjan (1900-94) - (Miran Vadjan) - Daniel Vargazon - Peter Varl - Robert Veberič - Jože Vengust - Janez Verbič (1962) - Janko Verbič - Jože Verbič - Marija Verbič - Darko Vernik - Gvido Vesel - Svetka (Svetoslava) Vesel - Viljanka Vesel - Miran Veselič - Alojz Vesenjak - Jožef Vest - Nataša Vidic - Rajko Vidrih - Tone Vidrih - Majda Virant - Mojca Viršček Marn - Miha Vizjak - Dominik Vodnik - Miran Vodopivec - Tone (Anton) Vodovnik - Franc Vojsk - Slavko Volk - Bogdan Vovk - Herman Vovk - Savo Vovk - Stojan Vrabl - Franc Vratarič - Karel Vrečko - Vladimir Vrečko - Vladimir Vremec - Borut Vrščaj - Stanko (Stane) Vršič - Vili Vybihal

## W
- Tone (Anton) Wagner
- Vesna Weingerl
- Boris (Beno) Wenko
- France Wernig
- Feliks Wieser
- Mojmir Wondra

## Z
- Josip Zabavnik
- Nevenka Zabavnik Cmok
- Ludvik Zabret
- Jože Zabukovec
- Franc Zadravec
- Anton/Tone Zafošnik
- Franc Zagožen
- Anton (Tone) Zajec
- Anton/Zvone Zakotnik
- Janez Zaplotnik
- Rudolf Zdolšek
- Andrej Zemljič
- Josip Zidanšek
- Milovan Zidar
- Ivo Zobec
- Teo Zor
- Uda Zor
- Anton Zorc
- Stane Zorčič
- Nada Zorko-Braun
- Barbara Zrimšek
- Manja Zupan Šemrov
- Marko Zupan
- Martin Zupanc
- Alenka Zupančič
- Martin Zupančič?
- Ivo Zupanič
- Franz Zweifler

## Ž
- Maša Žagar
- Pavle Žaucer
- Jana Žel
- Ivan Žežlina
- Jaka Žgajnar
- Janez Žgajnar
- Silvester Žgur
- Janko Žirovnik
- Sašo Žitnik
- Andrej Žmavc
- Mihael Žmavc
- Tomaž Žnidaršič
- (Ivo Žolnir)
- Jože Žunkovič
- Roman Žveglič
- Silvo Žveplan